# La via della fortuna
La via della fortuna (いただきストリート?, Itadaki Sutorīto), noto come Fortune Street o Boom Street, è un videogioco per Nintendo Wii. È stato sviluppato dalla Square Enix e pubblicato sempre da essa e dalla Nintendo.

## Modalità di gioco
Il gioco è composto da diversi tabelloni di gioco in cui il giocatore (o i giocatori, se si gioca in multiplayer) ha l'obiettivo di accumulare il patrimonio richiesto prima dei suoi concorrenti acquistando negozi per poi guadagnare soldi quando un concorrente ci passa sopra.

## Personaggi
I personaggi giocabili appartengono alle saghe di Mario e di Dragon Quest, anche se si può giocare col proprio Mii. I personaggi vengono classificati in base alla difficoltà che hanno quando lo si affronta come personaggi CPU; la classe va dalla classe S (la più alta) fino alla classe D (la più bassa).
| Classe | Difficoltà      |
| ------ | --------------- |
| S      | Molto difficile |
| A      | Difficile       |
| B      | Normale         |
| C      | Facile          |
| D      | Molto facile    |

Ecco qui sotto elencati i personaggi:

### Serie diMario
| Personaggio       | Classe |
| ----------------- | ------ |
| Mario             | A      |
| Luigi             | C      |
| Yoshi             | B      |
| Bowser            | A      |
| Toad              | C      |
| Donkey Kong       | B      |
| Wario             | B      |
| Waluigi           | C      |
| Principessa Daisy | C      |
| Strutzi           | D      |
| Diddy Kong        | D      |
| Bowser Junior     | A      |
| Principessa Peach | S      |

### Serie diDragon Quest
| Personaggio | Classe |
| ----------- | ------ |
| Slime       | D      |
| Principessa | C      |
| Kiryl       | C      |
| Yangus      | D      |
| Angelo      | A      |
| Platypunk   | C      |
| Bianca      | B      |
| Alena       | C      |
| Carver      | C      |
| Stella      | B      |
| Jessica     | S      |
| Dragonlord  | S      |
| Patty       | S      |